# Bizoręda
Bizoręda – wieś w Polsce położona w województwie świętokrzyskim, w powiecie jędrzejowskim, w gminie Sobków. Ma status sołectwa.
| SIMC    | Nazwa | Rodzaj |
| ------- | ----- | ------ |
| 0270188 | Wyspa | osada  |

W latach 1975–1998 miejscowość administracyjnie należała do województwa kieleckiego. 
Pod koniec XIX w. we wsi był wówczas modrzewiowy lamus zwany zborem bracipolskich.

## Demografia
Dane z 31 grudnia 2013 r.:
| Opis      | Ogółem | Ogółem | Kobiety | Kobiety | Mężczyźni | Mężczyźni |
| --------- | ------ | ------ | ------- | ------- | --------- | --------- |
| jednostka | osób   | %      | osób    | %       | osób      | %         |
| populacja | 219    | 100    | 114     | 52      | 105       | 48        |

## Historia wieków średnich
Między XII a XVI wiekiem wieś znana jako Birozęda 12,5 km na NE od Jędrzejowa.

### Nazwy lokalne miejscowości używane w dokumentach
1256 Brezerenda, Bossoranda, Byeszoranda, Byeszorąda, Biezoranda, Bieszioranda, Biesiorada, Biedolęda.

### Podległość administracyjna świecka i kościelna
1540 podlega administracyjnie: powiat chęciński, parafia Mokrsko ; 1581 powiat ksiąski, parafia Mokrsko ; 1598 parafia Brzegi powiat chęciński.

### Topografia, granice
W latach 1470–1480 młyn klasztoru jędrzejowskiego w borze nad rz. Nidą koło Laskowa i Tarszawy (DLb. 3 s. 372); 1540 mały bór, brzeg rz. Nidy.

### Kalendarium własności
Własność klasztoru cystersów w  Jędrzejowie.
- 1256 – Bolesław Wstydliwy uwalnia od stanu wsie klasztoru jędrzejowskiego, m.in. Birozęda. (Mp. 1, 43);
- 1417 – znany w dokumentach Paweł kmieć z Birozędy.
- 1470–1480 – wspomniany jest młyn
- 1518 – opat klasztoru jędrzejowskiego Stanisław, dziedzic Rakowa i Birozęd.
- 1529 – Birozędy własność klasztoru jędrzejowskiego, który pobiera w Birozęd. czynsz wartości 1 i 1/2 grzywny
- 1533 – Zygmunt Stary transumuje ww. dokument Bolesława Wstydliwego z r. 1256, wymieniający m.in. Birozędy
- 1540 – Birozęda jest własnością klasztoru jędrzejowskiego,posiadała 5 kmieci na półłankach., 2 zagrodników, mały folwark, 2 półłanki puste, mały bór, brzeg rz. Nidy. Ze względu na ciężary królewskie wieś oceniona na 100 grzywien
- 1564 – własność klasztoru jędrzejowskiego. Sep z 1/2 łana oddawany do zamku (w Rakowie).

## Powinności dziesięcinne
- 1529 –  dziesięcina snopowa wytyczna wartości 2 grzywien oddawana jest klasztorowi jędrzejowskiemu.